# Rui Caçador
Rui Manuel dos Santos Caçador (ur. 29 października 1953 w Viseu) – portugalski trener piłkarski.

## Kariera trenerska
Karierę trenerską Caçador rozpoczął w Mozambiku i w 1984 roku został trenerem klubu CD Maxaquene. Pracował w nim do 1985 roku, w którym wywalczył mistrzostwo Mozambiku. W latach 1986–1987 szkolił juniorów Benfiki do lat 19. W latach 1987–1988 był trenerem klubu CD Costa do Sol, z którym w 1988 roku zdobył Puchar Mozambiku.
W latach 1989–1991 Caçador pracował jako selekcjoner reprezentacji Portugalii U-20. W 1993 roku został zatrudniony jako asystent selekcjonera reprezentacji Portugalii. W 1996 roku został selekcjonerem reprezentacji Mozambiku, którą poprowadził w Pucharze Narodów Afryki 1996, jednak nie wyszedł z nią z grupy. Następnie przez lata ponownie był zatrudniony zarówno w kadrze Portugalii U-20, jak i U-21 i dorosłej reprezentacji.